# Washington (Louisiana)
Washington is een plaats (town) in de Amerikaanse staat Louisiana, en valt bestuurlijk gezien onder St. Landry Parish.

## Demografie
Bij de volkstelling in 2000 werd het aantal inwoners vastgesteld op 1082.
In 2006 is het aantal inwoners door het United States Census Bureau geschat op 1068, een daling van 14 (-1,3%).

## Geografie
Volgens het United States Census Bureau beslaat de plaats een oppervlakte van
2,2 km², geheel bestaande uit land.

## Plaatsen in de nabije omgeving
De onderstaande figuur toont nabijgelegen plaatsen in een straal van 24 km rond Washington.